# Lycostomus formosanus
Lycostomus formosanus is een keversoort uit de familie netschildkevers (Lycidae). De wetenschappelijke naam van de soort werd in 1937 gepubliceerd door Maurice Pic.